# Pico da Cova
O Pico da Cova é uma elevação portuguesa localizada no concelho de Ponta Delgada, ilha de São Miguel, arquipélago dos Açores.
Este acidente geológico tem o seu ponto mais elevado a 305 metros de altitude acima do nível do mar e localiza-se sensivelmente ao centro da ilha, nas imediações do Pico do Alho, do Pico dos Alfinetes, do Pico do Castelhano e da Mata das Feiticeiras.